# Abd al-Aziz de Marruecos
Abd al-Aziz (en árabe: عبد العزيز الرابع; Fez, 24 de febrero de 1878-Tánger, 10 de junio de 1943) fue Sultán de Marruecos desde 1894 a 1908.

## Biografía
Hijo de Hassan I, le sucedió el 7 de junio de 1894 cuando sólo contaba con 16 años de edad, al haber sido desheredado el hijo primogénito. Debido a la minoría de edad del nuevo Sultán, el gran Visir Ba-Áhmed, anteriormente Chambelán de Hassan I, ejerció la regencia hasta 1900.
Su falta de personalidad hizo pensar a la opinión pública y a los observadores extranjeros que Marruecos se encaminaba a perder su independencia y llevó a su propia madre a imponer como gran visir a El-Hadj el-Moktar que sin embargo sólo gobernó durante un breve período ya que desde 1901, Abd al-Aziz gobernó con la ayuda de consejeros europeos, especialmente ingleses, que abusaron de su inexperiencia.
Intentó modernizar las estructuras feudales del país y así, en septiembre de 1901, inició una gran reforma administrativa y fiscal en la que suprimió los impuestos coránicos y transformó a los cadíes en asalariados del Majzén.
Estas revolucionarias medidas provocaron una ola de descontento entre los notables del país que entraron en lucha abierta contra el gobierno central y dividieron Marruecos en numerosas facciones que escaparon del control del sultán.
El 13 de mayo de 1903 estalló una rebelión con el objetivo de destronar al sultán y expulsar al ministro de guerra y a su entorno de consejeros europeos. Al no disponer de tropas suficientes para sofocar la rebelión el sultán se vio obligado a solicitar ayuda de Francia quien aprovechó la circunstancia para, con el apoyo de Gran Bretaña que obtuvo de los franceses su compromiso de no intervenir en Egipto, establecer un protectorado sobre Marruecos y ceder a España la zona norte del país.
Este reparto motivó que Alemania mostrará su desacuerdo e hiciera convocar al sultán la celebración de una conferencia internacional sobre Marruecos que habría de celebrarse en la ciudad de Algeciras en 1906.
La Conferencia Internacional de Algeciras supuso el reconocimiento nominal de la independencia del sultán y de Marruecos, se reconocía la presencia en su territorio de España y Francia y se abría el país a las empresas de todas las potencias europeas.
Acusado de haber vendido el país a los intereses de las potencias extranjeras, el hermano del sultán, Abd al-Hafid, encabezó una rebelión que destronaría a Abd al-Aziz el 4 de enero de 1908.